# Niba (Panama)
Niba è un comune (corregimiento) della Repubblica di Panama situato nel distretto di Besiko, comarca di Ngäbe-Buglé. Si estende su una superficie di 135,8 km² e conta una popolazione di 3.491 abitanti (censimento 2010).